# Joseph De Luca (Komponist)
Joseph Orlando De Luca (* 26. März 1890 in Rom; † 22. Oktober 1935 in Tucson, Arizona) war ein italienisch-amerikanischer Musiker, der vor allem als Euphonium-Solist der Sousa-Band sowie als Komponist bekannt war.

## Leben
Joseph De Luca begann seine musikalische Ausbildung im Alter von neun Jahren in Ripa Teatina. Später besuchte er das Konservatorium von Perugia, wo er unter anderem Komposition und Dirigieren studierte und im Alter von 17 Jahren abschloss. Anschließend arbeitete De Luca als Posaunist in Opernorchestern und Dirigent des Blasorchesters von Ripa Teatina, während seine Bekanntheit als Solist und Gastdirigent in Italien stetig stieg. Unterdessen berichteten zahlreiche italienische Musiker, die in den zu dieser Zeit beliebten Tourneeorchestern in den Vereinigten Staaten spielten, über die dortigen guten Auftrittsmöglichkeiten. De Luca wanderte aus und spielte zunächst in den Orchestern von Giuseppe Creatore und Alessandro Liberati. Von 1921 bis 1928 war er schließlich Euphonium-Solist in John Philip Sousas Orchester, der Sousa Band. Da diese nicht ganzjährig auf Tournee war, spielte De Luca daneben in anderen Orchestern und arbeitete am Curtis Institute of Music. 1928 wurde er zum Leiter der Blasorchesterabteilung der University of Arizona ernannt – eine Stelle, die er bis zu seinem Lebensende innehatte. Außerdem dirigierte De Luca einige Spielzeiten lang das Tucson Symphony Orchestra sowie im Sommer 1935 das Blasorchester der California Pacific International Exposition in San Diego.

## Werk
De Lucas komponierte mehr als 200 Werke, vorwiegend Märsche und Solostücke für Euphonium. Sein wohl bekanntestes Stück ist Beautiful Colorado für Euphonium und Blasorchester.

### Kompositionen für Blasorchester (Auswahl)
- 1924: Beautiful Colorado für Euphonium
- 1926: University of Arizona, Marsch
- 1926: The American Gentleman, Marsch (John Philip Sousa gewidmet)[2]
- 1928: The White and Red Rose, Marsch
- 1930: Thoughts of Gold für Euphonium
- 1932: Exultation Overture